# Choerophryne microps
Espèce
Choerophryne microps est une espèce d'amphibiens de la famille des Microhylidae.

## Répartition
Cette espèce est endémique des monts Wondiwoi dans la péninsule Wandammen de la province de Nouvelle-Guinée occidentale en Indonésie. Elle se rencontre entre 380 et 1 000 m d'altitude.

## Publication originale
- Günther, 2008 : Descriptions of four new species of Choerophryne (Anura, Microhylidae) from Papua Province, Indonesian New Guinea. Acta Zoologica Sinica, vol. 54, no 4, p. 653-674 (texte intégral).